# Reinaldo Vicente Simão
Pour les articles homonymes, voir Simao.
Reinaldo Vicente Simão est un footballeur brésilien né le 23 octobre 1968 à Barretos (État de São Paulo, Brésil).
Il jouait au poste de milieu défensif.

## Biographie
Reinaldo Vicente Simão joue principalement en faveur du SC Internacional, de l'AD Portuguesa et du club japonais du Shonan Bellmare.
Il dispute 50 matchs en J-League 1 (Japon), inscrivant 10 buts dans ce championnat.

## Palmarès
- Vainqueur de la Coupe d'Asie des vainqueurs de coupe en 1996 avec le Shonan Bellmare
- Vainqueur de la saison régulière du championnat du Brésil en 2001 avec l'AD São Caetano